# 西枝江
西枝江，位于中华人民共和国广东省南部，是东江左岸支流，发源于紫金县东南端南岭镇的竹坳，蜿蜒西南流经惠东县宝口镇、白盆珠水库、白盆珠镇、多祝镇、县城平山街道，惠州市惠阳区平潭镇，惠城区马安镇，于惠州惠城区市区汇入东江。干流长176千米，河道平均比降0.6‰，流域面积4120平方千米。年径流量47.77亿立方米。主要支流有安墩河、梁化河和淡水河等。

## 桥梁
从东江口至上游依次为：
- 东新桥
- 水门大桥
- 西枝江大桥
- 西枝江二桥（规划）
- 金山大桥
- 西枝江大桥（三环路）
- 西枝江大桥（S23惠澳高速）
- 马安大桥（县道X205）
- 独石大桥（省道S357）
- 西枝江桥（S20潮莞高速）
- 756乡道文布桥
- 西枝江桥（S21广惠高速）
- 惠东西枝江大桥
- 惠东平山大桥
- 惠东三联大桥